# Burruyacú (departement)
Burruyacú is een departement in de Argentijnse provincie Tucumán. Het departement (Spaans:  departamento) heeft een oppervlakte van 3.605 km² en telt 32.936 inwoners.

## Plaatsen in departement Burruyacú
- Benjamín Aráoz y El Tajamar
- Burruyacú
- El Chañar
- El Naranjo y El Sunchal
- El Puestito
- El Timbó
- Garmendia
- La Ramada y La Cruz
- Piedrabuena
- Tala Pozo
- Villa Padre Monti
- 7 de abril